# Zamarada corroborata
Zamarada corroborata là một loài bướm đêm trong họ Geometridae.